# دنیل گیبسون
دنیل گیبسون (انگلیسی: Daniel Gibson؛ زادهٔ ۲۷ فوریهٔ ۱۹۸۶) بازیکن بسکتبال اهل ایالات متحده آمریکا است.
از باشگاه‌هایی که در آن بازی کرده‌است می‌توان به کلیولند کاوالیرز اشاره کرد.